# Exochella umbonata
Exochella umbonata är en mossdjursart som beskrevs av Hayward 1991. Exochella umbonata ingår i släktet Exochella och familjen Exochellidae. Inga underarter finns listade i Catalogue of Life.